# Emmeline Forel
Pour les articles homonymes, voir Forel.
 (février 2024).
La mise en forme du texte ne suit pas les recommandations de Wikipédia : il faut le « wikifier ».
Les points d'amélioration suivants sont les cas les plus fréquents. Le détail des points à revoir est peut-être précisé sur la page de discussion.
- Les titres sont pré-formatés par le logiciel. Ils ne sont ni en capitales, ni en gras.
- Le texte ne doit pas être écrit en capitales (les noms de famille non plus), ni en gras, ni en italique, ni en « petit »…
- Le gras n'est utilisé que pour surligner le titre de l'article dans l'introduction, une seule fois.
- L'italique est rarement utilisé : mots en langue étrangère, titres d'œuvres, noms de bateaux, etc.
- Les citations ne sont pas en italique mais en corps de texte normal. Elles sont entourées par des guillemets français : « et ».
- Les listes à puces sont à éviter, des paragraphes rédigés étant largement préférés. Les tableaux sont à réserver à la présentation de données structurées (résultats, etc.).
- Les appels de note de bas de page (petits chiffres en exposant, introduits par l'outil «  Source ») sont à placer entre la fin de phrase et le point final[comme ça].
- Les liens internes (vers d'autres articles de Wikipédia) sont à choisir avec parcimonie. Créez des liens vers des articles approfondissant le sujet. Les termes génériques sans rapport avec le sujet sont à éviter, ainsi que les répétitions de liens vers un même terme.
- Les liens externes sont à placer uniquement dans une section « Liens externes », à la fin de l'article. Ces liens sont à choisir avec parcimonie suivant les règles définies. Si un lien sert de source à l'article, son insertion dans le texte est à faire par les notes de bas de page.
- La présentation des références doit suivre les conventions bibliographiques. Il est recommandé d'utiliser les modèles {{Ouvrage}}, {{Chapitre}}, {{Article}}, {{Lien web}} et/ou {{Bibliographie}}. Le mode d'édition visuel peut mettre en forme automatiquement les références.
- Insérer une infobox (cadre d'informations à droite) n'est pas obligatoire pour parachever la mise en page.

Pour une aide détaillée, merci de consulter Aide:Wikification.
Si vous pensez que ces points ont été résolus, vous pouvez retirer ce bandeau et améliorer la mise en forme d'un autre article.
Emmeline Forel, née le 2 novembre 1860 à Morges et morte le 7 mai 1957 à Saint-Prex, est une artiste peintre et pastelliste suisse. Elle fut la première conservatrice du Musée Alexis-Forel.

## Biographie
Emmeline Forel naît le 2 novembre 1860 à Morges et meurt le 7 mai 1957 à Saint-Prex.
Elle se marie avec son cousin au 9e degré, Alexis Forel, en 1883 et part à Paris pour le rejoindre et étudier le dessin et la peinture.

## Parcours
Emmeline Forel, quitte Morges et s'installe à Paris avec son mari Alexis Forel à l'âge de 23 ans pour étudier la peinture.
Elle s'inscrit à l'Académie Julian vers 1884 en tant que peintre. Cette académie privée est alors une des rares à accepter les femmes et propose une formation classique basée sur l'apprentissage du dessin. Dans les ateliers pour dames, les étudiantes apprennent à dessiner d'après le modèle dans le but d'exposer un jour au Salon.
Emmeline et Alexis Forel conçoivent ensemble un ouvrage Voyage au pays des sculpteurs romans paru en 1913. Il s'agit d'un recueil d'édifices romans de France décrits par Alexis et dessinés par Emmeline, en deux volumes.
Elle revient à Morges avec son mari en 1918.

## Œuvre
L'œuvre d'Emmeline Forel comprend des dessins, des peintures à l'huile, des pastels et des gravures qui représentent principalement des paysages et des bâtiments et détails architecturaux principalement églises romanes et villages.
A partir de 1883, dès leur installation à Paris, Emmeline et Alexis Forel se rendent régulièrement en Bretagne pour leur pratique artistique. La région est très populaire auprès des artistes, surtout que, depuis 1863, elle est reliée à la capitale par les voies de chemin de fer. Ils visitent le Finistère et le Morbihan qui leur servent d'inspiration sur de nombreuses oeuvres représentant des paysages, les deux sont passionnés par les effets lumineux. De très nombreuses œuvres d’Emmeline représentent des paysages bretons dans lesquels les personnages sont absents. Son style artistique s’inscrit dans une approche plutôt classique et réaliste avec quelques tendances évoquant l’impressionnisme.
« Pourquoi cette Bretagne me donne-t-elle l’impression d’une nature qui correspond à toutes les fibres profondes de mon être ? Est-ce l’intensité de la joie que nous avons eu à la découvrir, Alexis et moi ? Y aurais-je vécu dans une autre vie ? » 
Emmeline illustre l'ouvrage Voyage au pays des sculpteurs romans. Pour le premier tome, elle réalise plus de 60 dessins au crayon noir, au crayon de graphite et à l'encre noire. Ses illustrations représentent les édifices romans, des détails de frontons et chapiteaux. Pour le second volume, en plus des dessins au crayon et fusain, elle ajoute de la couleur avec les pastels secs sur une dizaine d'illustrations en pleine page.
Après avoir passé des années à Paris où Emmeline et Alexis partageaient un atelier, ils décident de rentrer dans leur région d'origine pour constituer un musée dans lequel exposer leurs collections.
Amoureux de vieilles pierres, les Forel choisissent d’acquérir une des plus anciennes maison de Morges, la maison Blanchenay au numéro 54 de la Grand'Rue. Elle est aménagée avec leur mobilier de la Renaissance ; leurs collections de céramiques et verreries; la collection de gravures d’Alexis et aux parois sont tendues des tapisseries du 15e au 18e siècles. Le musée du Vieux Morges est créé en 1918 et un solide pacte successoral assure la pérennité de l’institution.
Le musée ouvre ses portes au public en 1919 et les époux Forel habitent dans le bâtiment qui abrite également l’atelier d’Emmeline. Alexis décède des suites d’une maladie en 1922, par la suite Emmeline s’occupera du musée durant plus de 25 ans. Elle restaure les tapisseries de la collection, réalise les premiers catalogues et organise le parcours de visite.
Emmeline Forel continuera sa pratique artistique jusqu’à la fin de sa vie, comme en témoigne son Journal, qu’elle tient de 1931 à 1953 et voyagera en Italie, en France et au Marco avec son neveu Oscar Forel. En 1936, elle prend l’avion pour la première fois à l’âge de 76 ans pour rejoindre son neveu préféré à Casablanca et entame un périple de plusieurs semaines à travers le Maroc, dont elle représentera l’Atlas dans ses travaux au pastel.
En 1943, à l’initiative d’Emmeline, le musée est rebaptisé Musée Alexis Forel en honneur de son mari. Elle quitte la maison le Musée Alexis Forel et s’installe au Manoir de Saint-Prex avec son neveu Oscar.
Elle décède le 17 mai 1957, à l'âge de 97 ans.

## Expositions
En 1930, la Galerie Simonson, à Paris, expose les oeuvres d'Emmeline et Alexis Forel. Les œuvres exposées sont des dessins et des pastels.
En 1997, une exposition monographique, Emmeline Forel, Impressions de Voyage, lui est consacrée au Musée Alexis Forel.
En 2021, l'exposition « Morges Paris Bretagne. L'aventure artistique d'Emmeline et Alexis Forel »présente une partie des oeuvres d'Emmeline Forel au côté de celles de son mari et un catalogue retraçant les recherches et leur parcours est imprimé, au Musée Alexis Forel.